# Tanaka Kohei
Kohei Tanaka (田中 康平 (Điền-Trung Khang-Bình) Tanaka Kōhei, sinh ngày 11 tháng 12 năm 1985) là một cầu thủ bóng đá người Nhật Bản.

## Sự nghiệp câu lạc bộ
Kohei Tanaka đã từng chơi cho Kashima Antlers, Montedio Yamagata, Vegalta Sendai và FC Ryukyu.